# Unfaithful (пісня)
«Unfaithful» (укр. Невірна) — другий сингл барбадоської співачки Ріанни з її другого студійного альбому A Girl Like Me, випущений 2 травня 2006 року.

## Передісторія і реліз
Після переїзду в США, Ріанна підписала контракт з Def Jam Recordings і випустила свій дебютний альбом Music of the Sun (2005). Альбом був натхненний карибською музикою, включаючи соку, денсхол і реггі, а також включав денс-поп і R&B. В інтерв'ю для MTV Ріанна сказала, що, коли прибула в США, вона відкрила для себе нові типи музики, які вона ніколи раніше не слухала, включаючи рок-музику, яку вона включила в свій другий студійний альбом A Girl Like Me (2006).
Під час запису її дебютного альбому в 2005 році, Ріанна вперше зустріла Ne-Yo, але вони не могли співпрацювати над альбомом. Вона хотіла з ним працювати з того часу, коли почула пісню «Let Me Love You» (2004), виконану Маріо, яку написав Ne-Yo. Коли почався запис альбому A Girl Like Me, вона обдумувала роботу з ним. Вона сказала: "Таким чином, під час роботи над другим альбомом я подумала: "Знаєш що? Я повинна працювати з цим хлопцем". І ми пішли в студію і почали працювати над цією піснею". Ne-Yo і норвезький продюсерський дует StarGate написали пісню «Unfaithful», яка, як сказала Ріанна, була для неї новою основою, тому що була баладою. Продюсером синглу був StarGate. 
«Unfaithful» була випущена як другий сингл з альбому A Girl Like Me після випуску синглу #1 «SOS». 20 червня 2006 року пісня була випущена в Канаді в цифровому вигляді. 29 червня 2006 року сингл був відправлений на радіостанції США. Сім цифрових реміксів на «Unfaithful» були випущені 17 липня 2006 року через iTunes в декількох країнах, включаючи Францію, Німеччину, Італію, Іспанію і США. 25 липня 2006 року у Великій Британії пісня була випущена в форматі CD-синглу і містила альбомну версію, інструментальну версію, радіо-мікс Тоні Морана і музичне відео, а в серпні того ж року випущена в Німеччині і Франції.

## Формати і трек-лист
| Canadian digital single 1. «Unfaithful» — 3:46 iTunes Remixes 1. «Unfaithful» (Tony Moran Radio Mix) — 4:15 2. «Unfaithful» (Hamel Radio Edit) — 3:53 3. «Unfaithful» (Maurice's Radio Edit) — 3:28 4. «Unfaithful» (Tony Moran Club Mix) — 9:08 5. «Unfaithful» (Hamel Club Mix) — 8:48 6. «Unfaithful» (Maurice's Club Mix) — 6:57 7. «Unfaithful» (AOL Music Sessions) — 3:49 | Digital single 1. «Unfaithful» (Tony Moran Radio Mix) — 4:16 CD single 1. «Unfaithful» — 3:46 2. «Unfaithful» (Tony Moran Radio Mix) — 4:16 3. «Unfaithful» (Instrumental version) — 3:46 4. «Unfaithful» (Video) — 4:56 |